# غيرسون فينكلر
غيرسون فينكلر (بالإنجليزية: Gershon Winkler)‏ هو حاخام أمريكي، ولد في 1949.